# 보컬로이드 3
보컬로이드 3(영어: VOCALOID 3)는 보컬로이드 시리즈의 노래 음성 합성 애플리케이션이자 보컬로이드 2의 후속작이다. 보컬로이드 3 이후의 버전은 보컬로이드 4이다. 

## 역사
보컬로이드 3는 2011년 10월 21일 여러 일본어 제품과 함께 출시되었으며, 이는 동종 최초였다. 여러 스튜디오에서 보컬로이드 2 보컬 라이브러리를 보컬로이드 3로 가져올 수 있도록 업데이트를 제공하고 있다. 보컬로이드 3 출시와 함께 개발된 VocaListener라는 도구는 사람의 노래를 템플릿으로 사용하여 사실적인 보컬로이드 노래를 생성할 수 있는 소프트웨어 패키지로, 현재는 일본어 보컬만 지원한다. 중국어, 한국어, 스페인어를 포함한 추가 언어를 지원한다. 또한 소프트웨어 자체에 플러그인을 사용하고 덜 사실적인 보컬 결과를 위해 일반 모드와 클래식 모드 사이를 전환할 수 있다. 이전 버전과는 달리, 보컬 라이브러리와 메인 편집 소프트웨어는 두 개의 별도 품목으로 판매된다. 보컬 라이브러리 자체에는 보컬로이드 3 편집 소프트웨어의 작은 버전만 포함되어 있다. 또한, 보컬로이드 3은 언어 기능을 향상시키는 트라이폰을 보컬로이드 2와 달리 지원한다. 최초의 스페인어 보컬로이드인 클라라와 브루노는 2011년에 출시되었다.
2007년에 사망한 가수 우에키 히토시의 목소리를 되살리는 새로운 기술도 사용되고 있다. 이는 목소리가 사라진 가수를 되살리려는 첫 시도이며, 2004년 소프트웨어가 처음 출시된 이후 가능성으로 여겨졌다. 그러나 이는 개인적인 용도로만 사용되고 있다. 1998년에 사망한 그룹 X JAPAN의 멤버 히데의 목소리로 두 번째 시도가 이루어졌다.
이 소프트웨어에는 큐베이스용 보컬로이드 에디터라는 특별 버전이 제공되었으며, 이는 디지털 오디오 워크스테이션과 함께 작동하는 특별 버전이었다. 보컬로이드 네오라는 MacOS 버전의 소프트웨어는 2013년 7월 24일에 발표되었다. 이후 여러 보컬이 이 소프트웨어 버전용으로 확인되었다. 맥 버전 보컬을 소유한 프로듀서들은 해당 보컬을 맥에 설치할 수 있도록 라이선스가 업데이트되었지만, 윈도우 또는 맥 설치만 허용되었고 동일한 구매로 둘 다 설치할 수는 없었다. 2013년에는 ONA라는 이름의 첫 카탈루냐어 보컬 프로젝트가 소개되었다.
보컬로이드P 데이터 시리즈라는 일련의 리소스 팩도 출시되었다. 총 4권이 출시되었으며, 이 시리즈는 여러 보컬의 SE 버전이 출시되면서 단종되었다. 또한, 보컬로이드 3과 보컬로이드 네오 및 i-보컬로이드는 추후 보컬로이드 넷이라는 클라우드 스토리지 시스템에 접근할 수 있도록 업데이트되었다. 이를 통해 사용자는 3가지 소프트웨어 버전 모두를 사용하여 3가지 소프트웨어 중 어느 하나에서 만든 저장된 파일에 접근할 수 있었다.
보컬로이드 3는 보컬로이드 2가 허용하지 못했던 것을 포함하여 더 다양한 보컬을 만들 수 있게 되었다.
보컬로이드 2 발표 당시 발표되었던 "VocaListener"는 보컬로이드 3 소프트웨어용 작업 플러그인으로 출시되었다.
보컬로이드 3 보컬은 보컬로이드 4로도 가져올 수 있었다. 

## 제품

### SeeU
시유는 보컬로이드 3 소프트웨어의 첫 한국어 보컬로, 2011년 10월 21일 보컬로이드 3 소프트웨어가 출시될 때 나온 4개의 출시일 보컬 중 하나이다. 그녀는 한국어와 일본어 모두를 구사할 수 있으며, SBS 아르텍에서 글램의 김다희의 목소리를 기반으로 출시되었다. 2012년 2월에는 완전한 영어 음성 뱅크를 개발 중이라고 밝혔다. 2012년 8월, SBS는 음성 뱅크 녹음이 완료되었으며 현재 튜닝 과정에 있다고 보고했다. 그녀의 영어 VB는 어펜드와 유사하며 디자인도 약간 조정될 예정이다. 2013년 2월 4일, 한 한국 팬의 영어 음성 뱅크 진행 상황에 대한 질문에 대해 SBS는 영어 음성 뱅크 개발이 보류 중이라고 답변했다. 2015년 김다희가 수감되면서 시유 영어 버전은 오랫동안 출시되지 않을 것으로 예상된다.

### IA
IA는 1st Place에서 출시한 일본 여성 보컬이다. 그녀의 목소리는 가수 Lia의 목소리를 샘플링하여 2012년 1월 27일에 출시되었다. IA의 보컬은 상당히 인기가 많았고, 2014년 6월 27일에 IA Rocks라는 추가 보컬이 출시되었다. IA의 네오 버전은 2013년 12월 7일에 출시되었으며, IA Rocks는 2014년 6월 27일에 네오 버전을 받았다. IA는 또한 Aria on the Planetes 프로젝트를 위해 만들어진 최초의 보컬이었다.
IA의 제품 라이선스는 프로듀서가 허가 없이 그녀의 이미지를 CD 및 전단지에 사용할 수 있도록 허용하였다.

### KAITO V3
KAITO V3는 오리지널 보컬로이드 보컬의 업데이트 버전으로, 3개의 일본어 보컬("스트레이트", "소프트", "위스퍼")과 1개의 영어 보컬을 포함하여 총 4개의 새로운 보컬이 포함되었다. 이 패키지는 2013년 2월 15일 크립톤 퓨처 미디어에서 출시되었으며, Piapro Studio라는 소프트웨어와 함께 제공되었다. 

### 하츠네 미쿠 V3
하츠네 미쿠는 보컬로이드 3 소프트웨어용으로 두 가지 버전을 출시하였다. 첫 번째는 2013년 8월 31일에 출시된 새로운 영어 보컬이다. 두 번째 출시는 보컬로이드 2 보컬의 업데이트 버전으로, 5개의 보컬을 포함하며 그 중 4개는 하츠네 미쿠 어펜드 패키지 보컬 6개 중 4개의 업데이트 버전("sweet", "dark", "solid", "soft")이었다. 소프트웨어는 영어 버전 포함 유무에 따라 두 가지 버전으로 출시되었다. 2013년 9월 26일에 출시되었다. KAITO와 마찬가지로 그녀도 Piapro Studio와 함께 제공되었다.

### MEIKO V3
MEIKO V3는 오리지널 보컬로이드 보컬의 업데이트 버전이다. 이 패키지에는 5개의 보컬이 포함되어 있으며, 그 중 하나는 영어이고 다른 4개는 일본어("스트레이트", "파워", "다크", "위스퍼")이다. 이 패키지는 2014년 2월 4일 크립톤 퓨처 미디어에서 출시되었다. 그녀도 피아프로 스튜디오와 함께 제공되었다. MEIKO의 "Power" 보컬은 원래 카가미네 린·렌의 오리지널 보컬과 유사한 품질 문제로 인해 출시되지 않을 예정이었다. 그러나 새로운 보컬로이드 3 엔진에서 시도했을 때, 더 높은 음질 덕분에 "Power"가 이제 생산에 적합하다는 것을 발견하기도 하였다.

### V Flower
2014년 5월 9일에 출시된 패키지 마스코트는 단순히 Flower라고 불린다. 그녀는 강력하고 양성적인 목소리로 디자인된 일본인 여성 보컬이며, 록 음악에 특화되어 있다. 

### 메구리네 루카 V3
메구리네 루카의 미출시 업데이트. 이 업데이트는 추후 보컬로이드 4용으로 출시될 예정이다. 그녀의 V3 웹사이트가 잠시 동안 열려 있던 동안, 그녀를 위해 만들어지고 있던 보컬은 일본어/파워/소프트/큐트/위스퍼/클로즈드/영어였다.